# Charlotte-Aglaé d'Orléans
 (juin 2024).
Si vous disposez d'ouvrages ou d'articles de référence ou si vous connaissez des sites web de qualité traitant du thème abordé ici, merci de compléter l'article en donnant les références utiles à sa vérifiabilité et en les liant à la section « Notes et références ».
Titre
Duchesse de Modène
31 janvier 1720 – 19 janvier 1761
(40 ans, 11 mois et 19 jours)
Signature
Charlotte-Aglaé d'Orléans, dite Mademoiselle de Valois, est née au Palais-Royal le 20 octobre 1700 et est morte au palais du Luxembourg le 19 janvier 1761. Fille de Philippe d'Orléans, régent, et de Françoise-Marie de Bourbon, fille légitimée du roi Louis XIV, elle est princesse du sang. Elle devient duchesse de Modène par son mariage avec François III de Modène, contracté en 1720.

## Biographie

### Enfance
Charlotte-Aglaé est née au Palais-Royal le 22 octobre 1700. Elle est alors la quatrième fille qu'ont Philippe d'Orléans, fils de Philippe d'Orléans, et Françoise-Marie de Bourbon, fille légitimée du roi Louis XIV et de Madame de Montespan. D'abord titrée « Mademoiselle de Valois », elle ne reçoit ses prénoms que lors de son baptême qui a lieu au château de Versailles, le 3 juillet 1710, durant le même temps que son frère Louis d'Orléans, duc de Chartres. Le duc de Berry est désigné pour être son parrain et sa marraine est sa propre sœur, Marie-Louise-Élisabeth d'Orléans.
Son parrain lui donne son prénom de Charlotte, auquel est ajouté celui d'Aglaé, d'après l'une des trois Charites (Grâces), et selon le souhait de sa mère, contrairement à l'usage qui veut que seuls les parrain et marraine choisissent les prénoms. Dès son plus jeune âge, elle est placée, avec sa sœur Adélaïde d'Orléans, à l'abbaye de Chelles, que cette dernière dirigera comme abbesse plus tard. Charlotte-Aglaé reviendra vivre avec le reste de sa famille au Palais-Royal en 1715.

### Personnalité
Mademoiselle de Valois n'était pas réputée belle, mais elle avait de la personnalité. Elle avait eu une affection particulière pour son père, réciproque. Dans une lettre (qui serait en réalité inventée au XIXe siècle) adressée au duc de Richelieu, elle aurait accusé son père d'avoir eu des relations incestueuses avec elle, afin qu'il lui révèle l'identité de l'homme au masque de fer. Résidant d'une façon plutôt régulière chez sa grand-mère, la princesse palatine, au château de Saint-Cloud, cette dernière écrivait souvent à propos de sa petite-fille. Voici donc le portrait qu'elle en fait : 

« Mademoiselle de Valois n'est, à mon avis, pas jolie, et pourtant, parfois, elle n'a pas l'air laide. Elle a quelque chose de charmant, car ses yeux, sa couleur et sa peau sont beaux. Elle a des dents blanches, un nez gros et laid et une dent proéminente qui, lorsqu'elle rit, fait un mauvais effet. »

En 1717, Charlotte-Aglaé eut une liaison avec le duc de Richelieu, que sa cousine, Mademoiselle de Charolais, s'était, au même moment, mise en tête d'épouser. Lorsque le duc fut arrêté et mis à la Bastille en 1719, gravement compromis dans la conspiration de Cellamare, elle alla à plusieurs reprises lui rendre vite en prison et finit par obtenir du Régent son éloignement en contrepartie de sa promesse de renoncer à l'épouser. Le duc de Richelieu est rapidement relâché après.

### Mariage
Sa mère, fille légitimée du roi Louis XIV et de sa favorite Madame de Montespan, voulait alors lui faire épouser Louis-Auguste de Bourbon, fils aîné du duc du Maine, étant lui aussi descendant du feu roi et de sa favorite. Mademoiselle de Valois refusa d'épouser un prince légitimé, bien que très riche, qui l'aurait alors fait régresser dans la hiérarchie de la cour. Le projet de mariage avec le roi de Sardaigne ayant avorté (sa grand-mère, la duchesse d'Orléans, ayant informé la reine du pays du comportement incorrect de sa petite-fille), elle dut se rabattre sur un parti moindre.

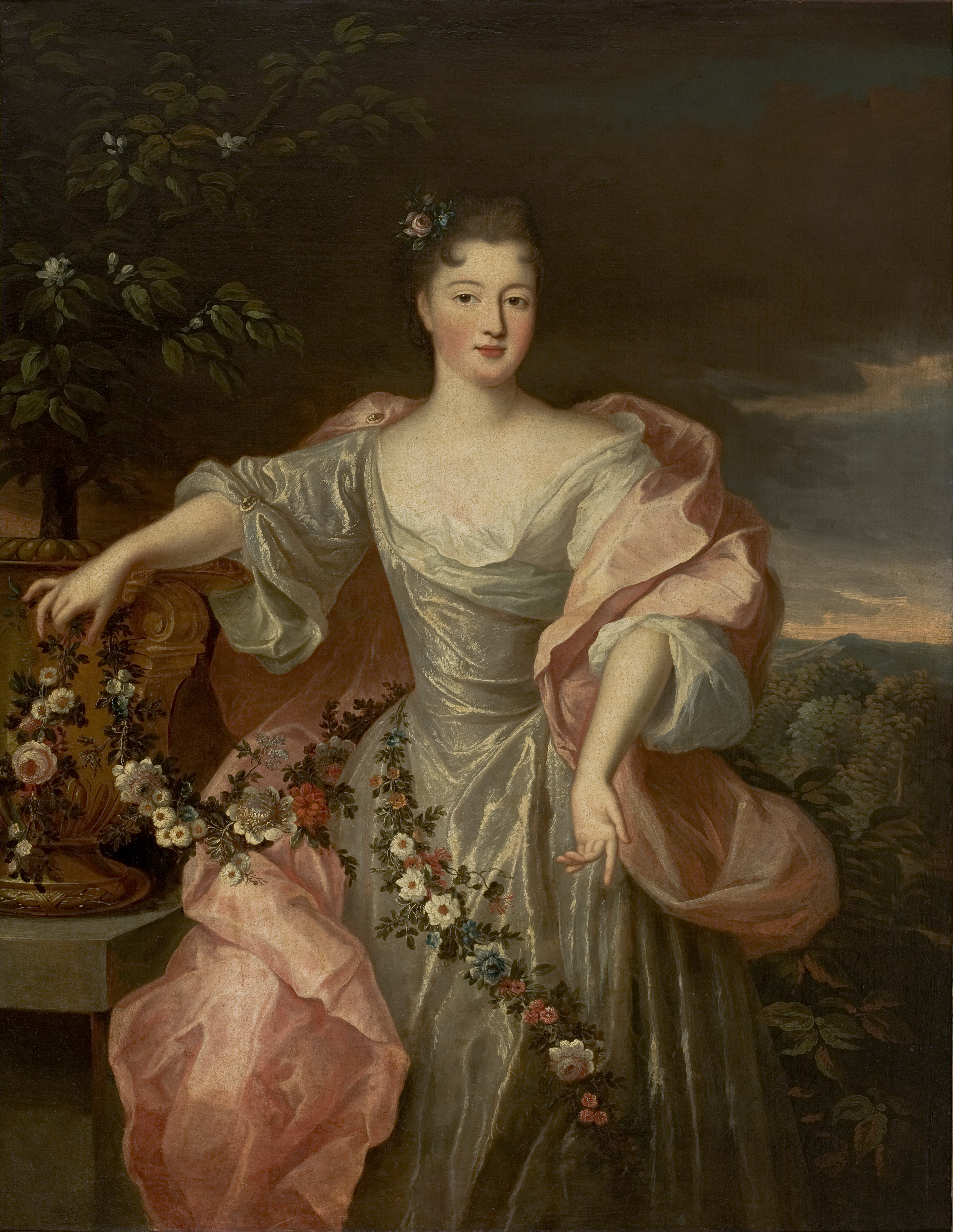
Portrait d'une mariée avec des fleurs par Pierre Gobert, vers 1720.

Le duc Renaud III de Modène, ayant adhéré à l'alliance conclue entre le Régent et l'Angleterre, lui demanda la main de la princesse pour son fils François III de Modène. La princesse reçut une dot énorme, soit un million huit-cent-mille livres, constituée pour moitié par son cousin le roi Louis XV, sous tutelle du Régent. Plutôt rares étaient ceux qui espéraient que le mariage puisse réussir car la jeune fille n'avait aucune envie de quitter la France. Le mariage devait d'abord être consacré le 11 février 1720, mais il fut ensuite reporté au mois suivant en raison de l'oubli d'évêque. Ensemble, le duc et la duchesse de Modène eurent neuf enfants, dont quatre vécurent :
1. Alphonse d'Este (1723-1725) ;
2. François Constantin d'Este (1724-1725) ;
3. Marie-Thérèse-Félicité d'Este, qui épousa Louis-Jean-Marie de Bourbon, duc de Penthièvre ;
4. Hercule III de Modène, qui épousa Maria Teresa Cybo-Malaspina, duchesse de Massa ;
5. Mathilde d'Este ;
6. Béatrice d'Este (1731-1736) ;
7. Marie-Fortunée d'Este, qui épousa Louis-François-Joseph de Bourbon-Conti, prince de Conti ;
8. Benoît Philippe d'Este-Modène ;
9. Marie Ernestine Élisabeth (1741-1774).

### À la cour de Modène
Appréciant la vie mondaine, Charlotte-Aglaé s'ennuie en son nouveau duché. La duchesse reçoit la visite du duc de Richelieu, son ancien amant, alors déguisé en colporteur. Elle n'eut de cesse de vouloir quitter ce duché, d'où on l'a vit partir avec soulagement en 1744. Une fois rentrée en France, Louis XV l'accueillit très froidement et il lui imposa une vie obscure, et retirée de Paris. Elle profita de ses relations familiales pour marier deux de ses filles à des membres de sa dynastie. Elle s'allie ainsi à la famille de Conti ou à la famille royale elle-même.

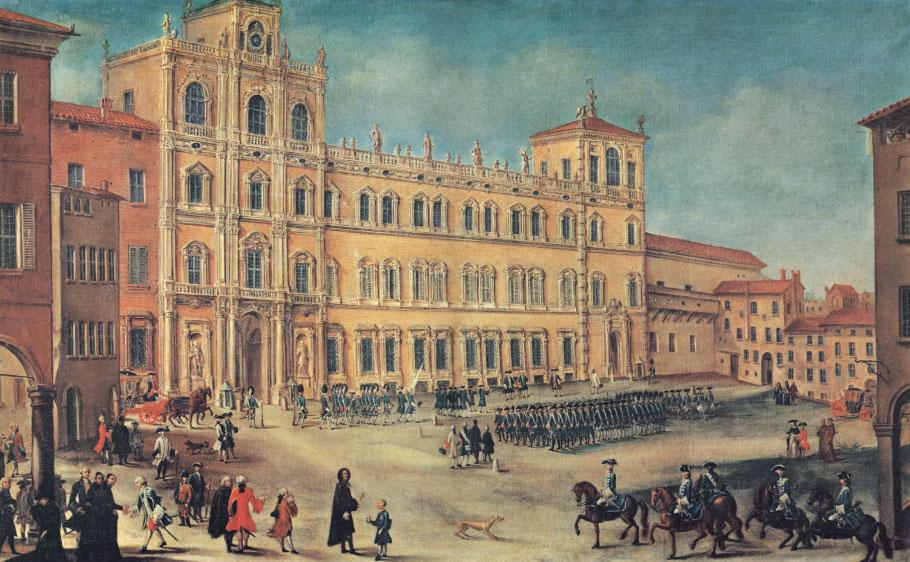
Le palais ducal de Modène au XVIIIe siècle par artiste inconnu, XVIIIe siècle.

Elle fait l'acquisition de l'hôtel d'Estrées à Paris. Elle revient finalement à Modène en 1759 mais s'aperçoit que le duc, son époux, s'est enfui avec une autre, une veuve de soixante ans. Elle décide de laisser le vieux couple à lui-même et se met en quête de voyages à travers l'Europe. Elle mourut au palais du Luxembourg, où sont aussi décédées ses sœurs, la duchesse de Berry et la reine consort d'Espagne. Son cœur est déposé dans l'église du Val-de-Grâce (il sera dérobé lors de la Révolution française) et son corps à l'abbaye du Val-de-Grâce.